# Libochovice
Libochovice är en stad i Tjeckien.   Den ligger i regionen Ústí nad Labem, i den nordvästra delen av landet, 40 km nordväst om huvudstaden Prag. Libochovice ligger 170 meter över havet och antalet invånare är 3 627.
Terrängen runt Libochovice är huvudsakligen lite kuperad. Libochovice ligger nere i en dal som går i öst-västlig riktning. Runt Libochovice är det ganska glesbefolkat, med 42 invånare per kvadratkilometer. Närmaste större samhälle är Litoměřice, 15,4 km norr om Libochovice. Trakten runt Libochovice består till största delen av jordbruksmark.